# William Schwenck Gilbert

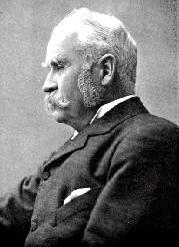
W. S. Gilbert

Sir William Schwenck Gilbert (* 18. November 1836 in London; † 29. Mai 1911 ebenda) war ein britischer Schriftsteller, Dramatiker und Librettist. Zusammen mit dem Komponisten Arthur Sullivan verfasste er 14 komische Opern, die an Wortwitz und Esprit den Operetten von Jacques Offenbach ebenbürtig gegenüberstehen.

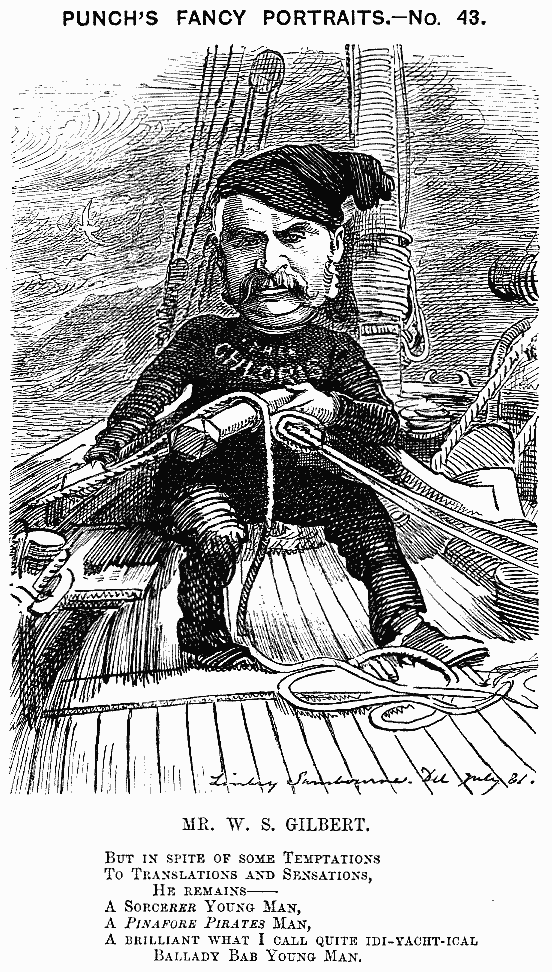
Karikatur W.S. Gilberts von 1881

## Leben
Gilbert war der Sohn eines Marinearztes, der mit seiner Familie viel in Europa unterwegs war. Im Alter von zwei Jahren wurde W.S. Gilbert in Italien von Straßenräubern gekidnappt und erst gegen ein Lösegeld wieder freigelassen. Schon früh zeigte er Neigungen zu Theater und Literatur, schrieb kleine Gedichte und Stücke, die im privaten Kreis präsentiert wurden. Gilbert entschloss sich aber vorerst für einen anderen Lebensweg.
Nach der Schulzeit schlug er die Offizierslaufbahn ein und studierte anschließend Militärwissenschaft mit dem Ziel, am Krimkrieg teilzunehmen. Der Krieg endete jedoch, bevor er das Studium beenden konnte. Gilbert trat daraufhin der Bürgerwehr bei, der er 20 Jahre treu blieb.
Nach Beendigung seiner Militärlaufbahn arbeitete er in einem Verwaltungsbüro und absolvierte nebenher eine Ausbildung zum Rechtsanwalt (Barrister, plädierender Rechtsanwalt an den höheren Gerichtshöfen). Parallel dazu schrieb er regelmäßig Gedichte und Balladen. Gilbert hatte schon von klein auf die Neigung zu geschliffenem Witz und Sarkasmus gezeigt und dieses Talent sollte ihn zu Ruhm und Größe bringen. Seit 1861 veröffentlichte er Theaterkritiken und Spottverse anonym im populären Magazin FUN. Einige seiner Werke enthielten Zeichnungen und Skizzen, die er mit „Bab.“ unterzeichnete. Manche der Charaktere aus den späteren Opern sind nach den „Bab.“ Karikaturen skizziert. 1869 erschienen die Bab Ballads als Buch.
Gilbert heiratete er 1867 die Tochter eines Armeeoffiziers, Lucy Agnes Turner.
1871 begann die fruchtbarste Periode Gilberts, zugunsten derer er seinen Beruf als Rechtsanwalt aufgeben konnte. Er veröffentlichte zwei Komödien, die ihm großen finanziellen Erfolg brachten, zum anderen lernte er den Komponisten Arthur Sullivan kennen, dem er das Libretto zu einer Oper namens Thespis lieferte. Diese brachte den beiden zwar noch keine größere Popularität, nichtsdestoweniger überdauerte ihre Zusammenarbeit 25 Jahre und insgesamt 14 komische Opern, die allesamt Erfolge wurden (siehe Gilbert und Sullivan). Die letzte Oper The Grand Duke wurde 1896 uraufgeführt. Danach gingen beide eigene Wege.
Gilbert wurde 1907 durch Edward VII geadelt. Er starb im Alter von 74 Jahren an einem Herzinfarkt, als er versuchte, eine junge Frau im See seines Privatgrundstückes in Harrow vor dem Ertrinken zu retten. Ihm zu Ehren trägt der Gilbert-Gletscher auf der westantarktischen Alexander-I.-Insel seinen Namen.

## Werke (Libretti)
- Ages Ago (mit Fred Clay, 1869)

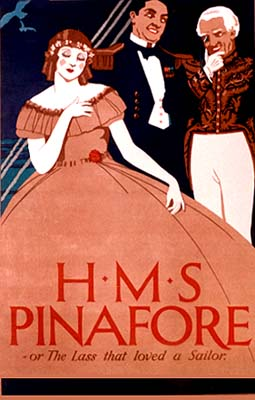
Plakat zur Oper H.M.S. Pinafore

- Our Island Home (mit Thomas German Reed, 1870)
- Thespis (1871)
- Pygmalion and Galatea (1871)
- Trial by Jury (1875)
- The Sorcerer (1877)
- H.M.S. Pinafore (1878)
- The Pirates of Penzance (1879)
- Patience oder Bunthornes Braut (1881)
- Iolanthe (1882)
- Princess Ida (1884)
- The Mikado (1885)
- Ruddigore (1887)
- The Yeomen of the Guard (1888)
- The Gondoliers (1889)
- Haste to the Wedding (mit Grossmith, 1892)
- The Mountebanks (mit Alfred Cellier, 1892)
- Utopia Limited (1893)
- The Grand Duke (1896)

## Film
Das Leben William Gilberts und seine künstlerische Zusammenarbeit mit Arthur Sullivan behandelt der 1999 erschienene oscarprämierte britische Film Topsy-Turvy von Mike Leigh.